# Чемпіонат світу з легкої атлетики 2022 — біг на 10000 метрів (жінки)
Змагання з бігу на 10000 метрів серед жінок на Чемпіонаті світу з легкої атлетики 2022 в Юджині відбулись 16 липня на стадіоні «Гейворд Філд».

## Напередодні старту
Основні рекордні результати на початок змагань:
| WR | Летесенбет Гідей Ефіопія | 29.01,03 | Генгело             | 8 червня 2021  |
| CR | Берхане Адере Ефіопія    | 30.04,18 | Париж               | 23 серпня 2003 |
| WL | Еліз Кренні США          | 30.04,66 | Сан-Хуан-Капістрано | 6 березня 2022 |

## Результати
| Місце | Атлетка                  | Час      | Примітки |
| ----- | ------------------------ | -------- | -------- |
| 1     | Летесенбет Гідей (ETH)   | 30.09,94 | WL       |
| 2     | Геллен Обірі (KEN)       | 30.10,02 | PB       |
| 3     | Маргарет Кіпкембої (KEN) | 30.10,07 | PB       |
| 4     | Сіфан Гассан (NED)       | 30.10,56 | SB       |
| 5     | Рахель Данієль (ERI)     | 30.12,15 | NR       |
| 6     | Еджгаєху Тає (ETH)       | 30.12,45 | PB       |
| 7     | Каролін Кіпкіруї (KAZ)   | 30.17,64 | NR       |
| 8     | Босена Мулатіє (ETH)     | 30.17,77 | PB       |
| 9     | Карісса Швайцер (USA)    | 30.18,05 | PB       |
| 10    | Ейліш Макколган (GBR)    | 30.34,60 |          |
| 11    | Джессіка Джадд (GBR)     | 30.35,93 | PB       |
| 12    | Хіронака Ріріка (JPN)    | 30.39,71 | PB       |
| 13    | Алісія Монсон (USA)      | 30.59,85 |          |
| 14    | Стелла Чесанг (UGA)      | 31.01,04 | NR       |
| 15    | Натоша Роджерс (USA)     | 31.10,57 | PB       |
| 16    | Мерсілін Челангат (UGA)  | 31.28,26 | SB       |
| 17    | Домінік Скотт (ZAF)      | 31.40,73 |          |
| 18    | Долші Тесфу (ERI)        | 31.49,29 | SB       |
| 19    | Госіма Ріно (JPN)        | 32.08,68 |          |
|       | Шейла Кіпротіч (KEN)     | DNS      |          |

## Відео
- Gidey beats Hassan and Obiri to claim 10,000m gold на YouTube